# Örebroutställningen 1899

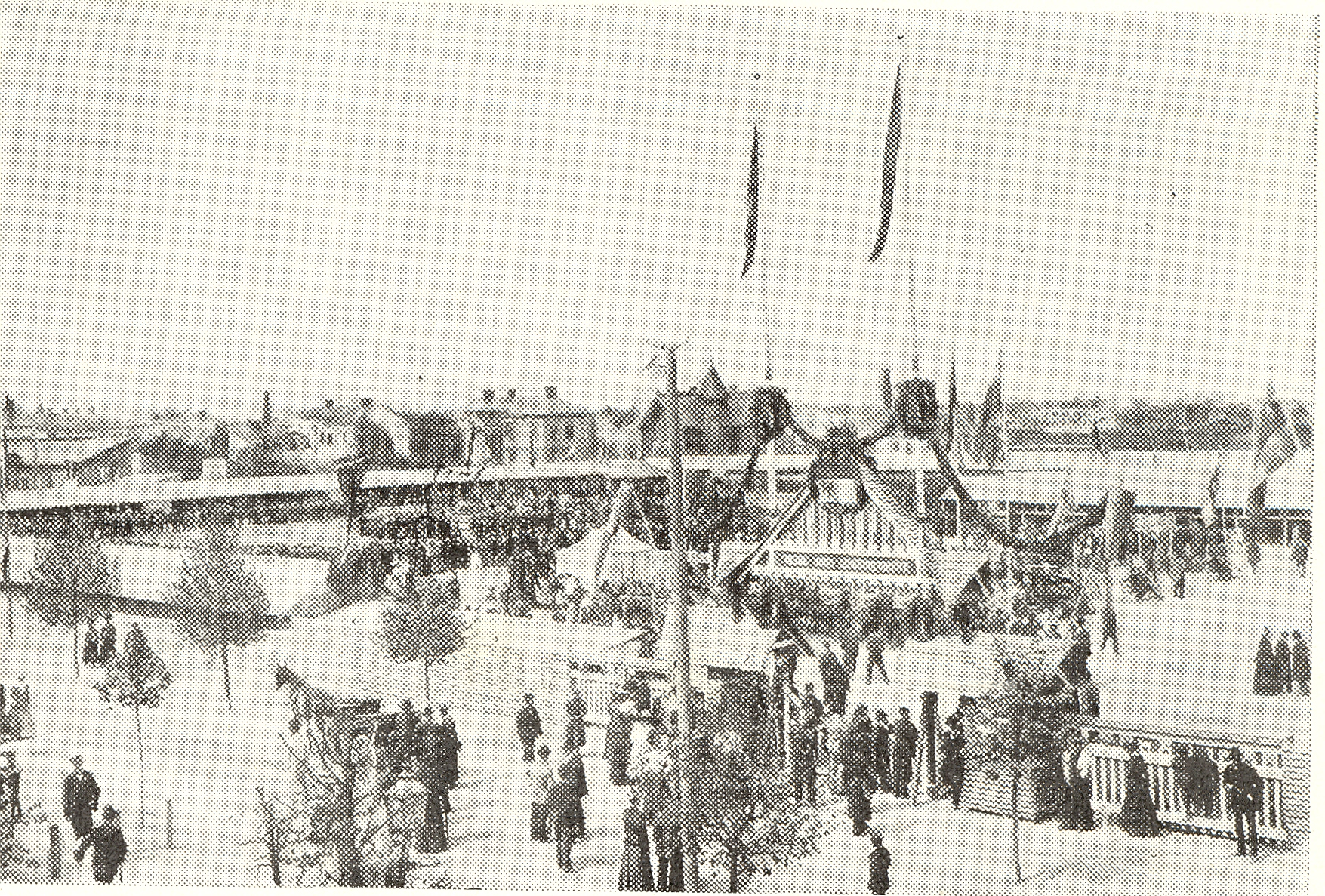
Örebroutställningen 1899. Bild från Alnängarna.

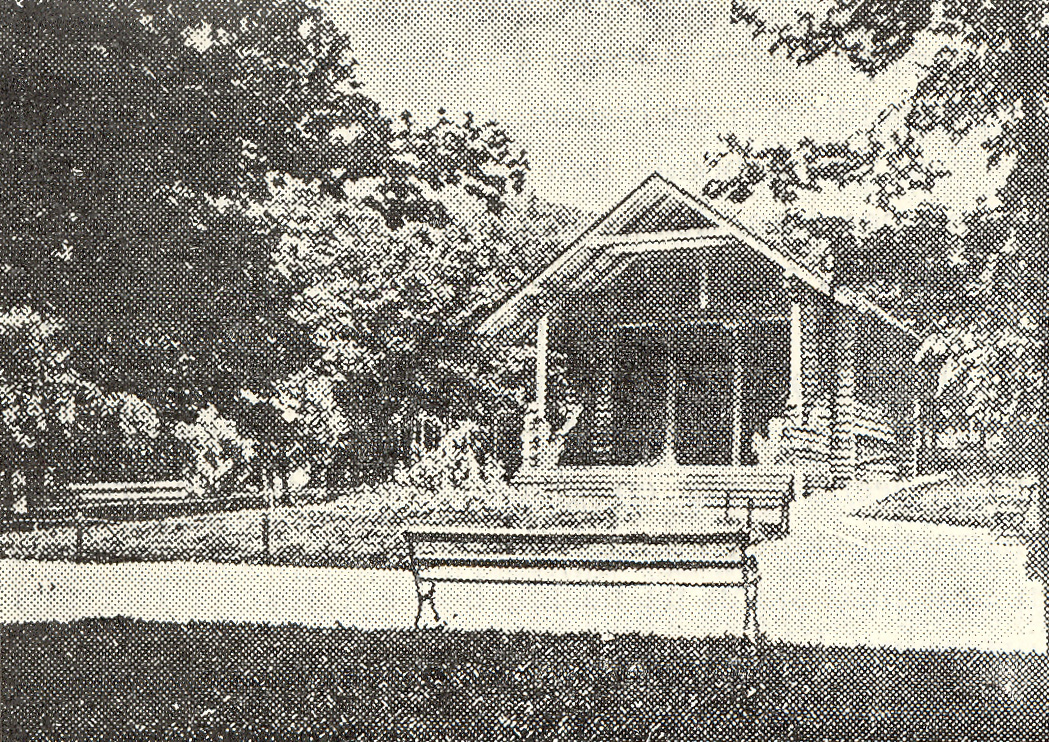
Laxåstugan, som först fanns på Örebroutställningen 1899, sedan på Stora Holmen. Stugan revs år 1952.

Örebroutställningen 1899 var en kombination av industri- och hemslöjdsutställning samt lantbruksmöte. Utställningen i Örebro invigdes den 1 juni 1899 av hertigen av Närke, prins Eugen. Lantbruksmötet varade dock bara från den 1 juni till den 4 juni.
- Industri- och hemslöjdutställningen hölls i ridhuset och i Husarkasernerna, vid Karolinska läroverket i Örebro.

- Dessutom hölls ett lantbruksmöte på Alnängarna, ett område i östra Örebro, och på Stora Holmen, en mindre ö i Svartån i Örebro.

Ordförande respektive vice ordförande i planeringskommittén var fabrikörerna Daniel Julius Elgérus och Anton Hahn. Överstelöjtnant Carl Vogel var en av de drivande krafterna bakom genomförandet av den stora lantbruks- och industriutställningen 1899. Efter invigningen hölls på kvällen en middag för 150 personer på Frimurarelogen.
En utställningspaviljong som länge blev kvar i Örebro var den så kallade Laxåstugan. Den hade tjänat som lantbrukspaviljong på utställningen, och skänktes till Örebro stad av Laxå Bruk när utställningen var slut. Senare flyttades den till Stora Holmen, där den användes som estrad vid olika utomhusuppträdanden. Laxåstugan revs 1952.
Förutom själva utställningsområdet fanns en rad kringarrangemang. På Hamnplan fanns Cirkus Schmädicke som även gästade staden vid andra tillfällen.